# Cronica pictată de la Viena

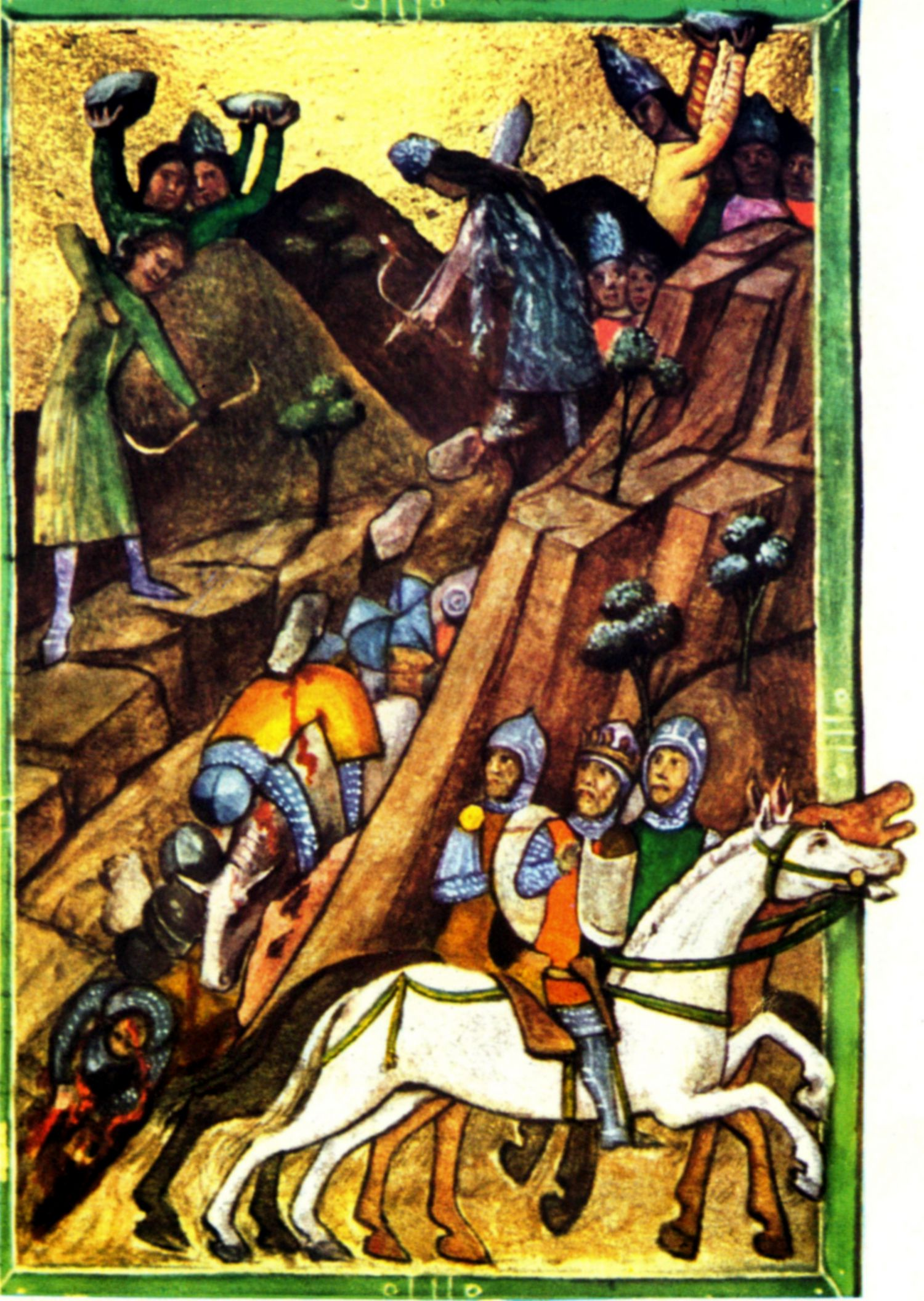
Bătălia de la Posada

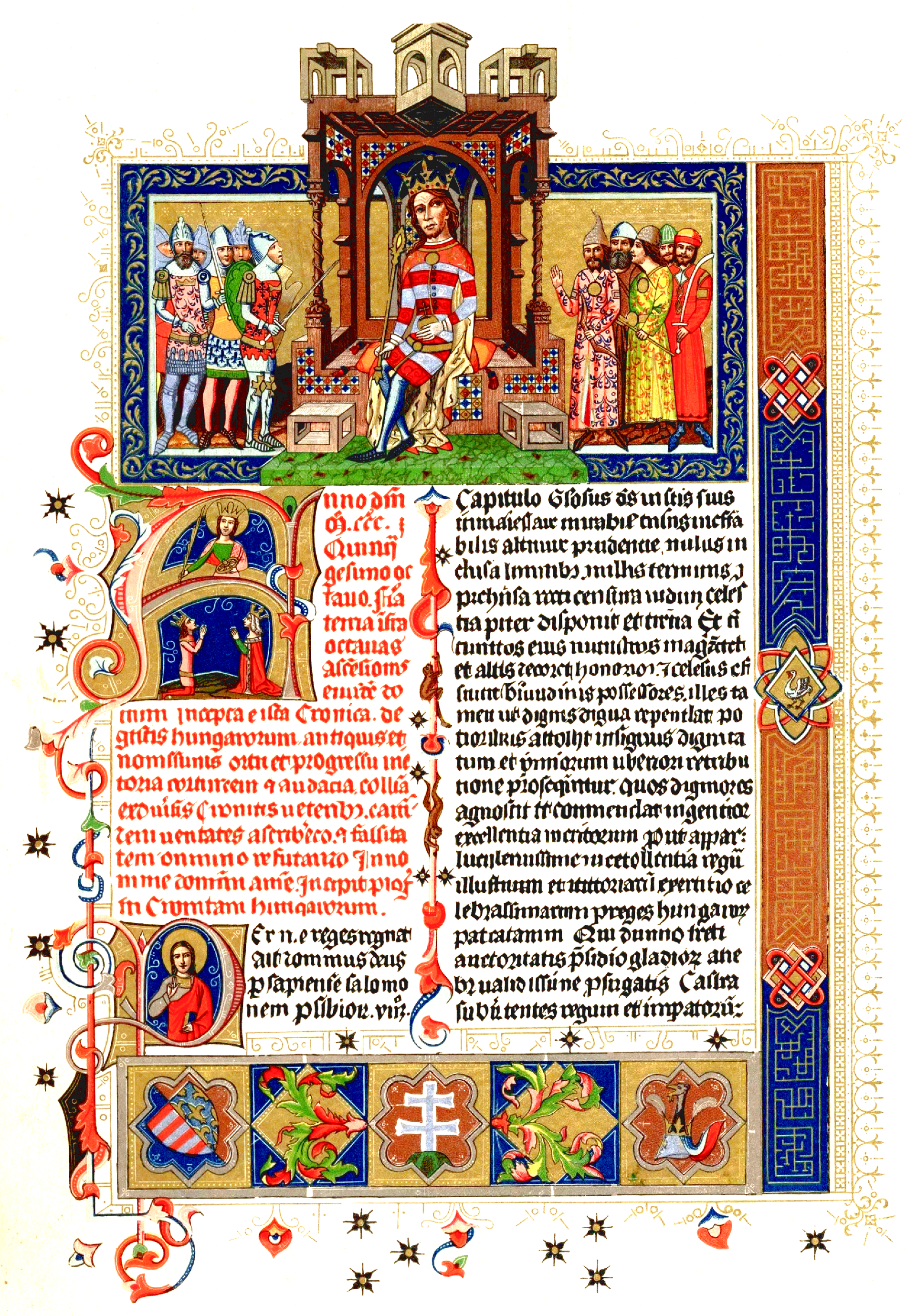
Prima pagină

Cronica pictată de la Viena (lat. Chronicon pictum vindobonense, hu. Képes krónika) este o cronică ilustrată a Ungariei medievale, scrisă în secolul XIV. Documentul conține 146 de pagini și 147 de picturi. Începând din secolul al XVI-lea a fost depozitată la Biblioteca Imperială din Viena. În baza acordului cultural de la Veneția din 1932, cronica a fost transferată în 1934 la Budapesta, la Biblioteca Națională a Ungariei.
Cronica a fost scrisă pentru regele Ludovic I al Ungariei și descrie istoria maghiarilor de la începuturi până la regele Carol Robert, primul din dinastia angevină. Scopul scrierii ei a fost legitimarea dinastiei de Anjou. Cele 147 de ilustrații ale documentului sunt o sursă pentru istoria culturală din secolul XIV-lea. 